# فورت کراسینگ (کالیفرنیا)
فورت کراسینگ (به انگلیسی: Fourth Crossing) یک منطقهٔ مسکونی در ایالات متحده آمریکا است که در شهرستان کالاوراس، کالیفرنیا واقع شده‌است. فورت کراسینگ ۲۸۱ متر بالاتر از سطح دریا واقع شده‌است.